# Meridià 36 a l'oest
El meridià 36 a l'oest de Greenwich és una línia de longitud que s'estén des del pol Nord travessant l'oceà Àrtic, Groenlàndia, Amèrica del Sud, l'oceà Atlàntic, l'oceà Antàrtic, i l'Antàrtida fins al pol Sud.
El meridià 36 a l'oest forma un cercle màxim amb el meridià 144 a l'est. Com tots els altres meridians, la seva longitud correspon a una semicircumferència terrestre, uns 20.003,932 km. Al nivell de l'Equador, és a una distància del meridià de Greenwich de 4.007 km.

## De Pol a Pol
Començant en el pol Nord i dirigint-se cap al pol Sud, aquest meridià travessa:
| Coordenades                             | País, territori o mar                    | Notes |
| --------------------------------------- | ---------------------------------------- | --- |
| 90° 0′ N, 36° 0′ O / 90.000°N,36.000°O  | Oceà Àrtic                               | |
| 83° 33′ N, 36° 0′ O / 83.550°N,36.000°O | Groenlàndia                              | |
| 65° 59′ N, 36° 0′ O / 65.983°N,36.000°O | Oceà Atlàntic                            | |
| 5° 3′ S, 36° 0′ O / 5.050°S,36.000°O    | Brasil                                   | Rio Grande do Norte Paraíba — des de 6° 27′ S, 36° 0′ O / 6.450°S,36.000°O Pernambuco — des de 7° 49′ S, 36° 0′ O / 7.817°S,36.000°O Alagoas — des de 8° 54′ S, 36° 0′ O / 8.900°S,36.000°O |
| 10° 0′ S, 36° 0′ O / 10.000°S,36.000°O  | Oceà Atlàntic                            | |
| 54° 34′ S, 36° 0′ O / 54.567°S,36.000°O | Illes Geòrgia del Sud i Sandwich del Sud | Illa de Geòrgia del Sud |
| 54° 52′ S, 36° 0′ O / 54.867°S,36.000°O | Oceà Atlàntic                            | |
| 60° 0′ S, 36° 0′ O / 60.000°S,36.000°O  | Oceà Antàrtic                            | |
| 77° 57′ S, 36° 0′ O / 77.950°S,36.000°O | Antàrtida                                | Antàrtida Argentina, reclamat per Argentina · Territori Antàrtic Britànic, reclamat per Regne Unit                                                                                          |